# Cham Keng Chau Point
Cham Keng Chau Point (kinesiska: 斬頸洲, 斩颈洲) är en udde i Hongkong (Kina). Den ligger i den nordöstra delen av Hongkong. Cham Keng Chau Point ligger på ön Tung Ping Chau Island.
Terrängen inåt land är kuperad åt nordost, men åt sydväst är den platt. Havet är nära Cham Keng Chau Point åt sydväst.  Det finns inga samhällen i närheten. 